# Ford Fiesta Mixed Cup 1991
Der Ford Fiesta Mixed Cup 1991 war die zweite Saison des Markenpokals Ford Fiesta Mixed Cup. Dabei teilten eine Rennfahrerin und ein Rennfahrer gemeinsam einen Ford Fiesta. Die Rennen unterschieden sich in ihrem Ablauf, manche Rennen wurden in zwei Läufen mit gemischten Starterfeldern (also Männer und Frauen gemischt) gestartet, während es auch längere Rennen mit Fahrerwechsel gab. Gefahren wurde bei den meisten Rennen im Rahmen der DTM.
Gesamtsieger wurde das Duo Michael Funke und Claudia Hürtgen. Die Einzelwertungen ging bei den Damen an Sabine Schmitz und bei den Herren an Achim Stegmüller.

## Teilnehmerliste
Alle Teilnehmer bestritten ihre Rennen mit baugleichen Ford Fiesta XR2i mit einer Leistung von rund 77 kW (105 PS). Die beiden Rennfahrer eines Teams durften zusammen nicht älter als 55 Jahre sein. Die unten aufgeführte Teilnehmerliste ist lediglich eine Auswahl und nicht vollständig.
| Nr.                                | Fahrer / Fahrerin                                           |
| ---------------------------------- | ----------------------------------------------------------- |
| 03                                 | Michael Trunk / Jutta Fischer Michael Trunk / Gaby Sonnauer |
| 09                                 | Torsten Mertick / Ingrid Steger                             |
| 24                                 | Stefan Köhler / Jutta Beisiegel                             |
| 33                                 | Michael Funke / Claudia Hürtgen                             |
| ??                                 | Hans-Jürgen Abt / Margit Abt                                |
| ??                                 | Achim Stegmüller / Marion Beule                             |
| ??                                 | Harald Hennes / Claudia Fleischhauer                        |
| ??                                 | Oliver Schielein / Astrid Grünfelder                        |
| 25                                 | \| Peter Lachenmann / Elke Lachenmann \|                    |
| ??                                 | Jörg Thull / Hilde Henry                                    |
| ??                                 | Franz-Josef Bröhling / Astrid Hild                          |
| ??                                 | Carsten Erpenbach / Ellen Hild                              |
| ??                                 | Charlie Grütter / Marion Krafft                             |
| ??                                 | Rudolf Huxohl / Marion Müller-Platz                         |
| ??                                 | Thomas Marschall / Sabine Schmitz                           |
| ??                                 | Ralf Schäfer / Petra Schmitz                                |
| ??                                 | Josef Venc / Delia Stegemann                                |
| ??                                 | Torsten Mertick / Ingrid Steger                             |
| ??                                 | Thomas Wirtz / Jenny van Hilten                             |
| ??                                 | Jürgen Rother / Tanja Zinner                                |
| Peter Lachenmann / Elke Lachenmann |                                                             |

## Rennkalender
| Datum         | Nr. | Strecke        | Distanz                    | Gesamtsieger                       |
| ------------- | --- | -------------- | -------------------------- | ---------------------------------- |
| 31. März      | 01  | Zolder         | 10 × 4,194 km = 41,940 km  | Michael Funke / Claudia Hürtgen    |
| 21. April     | 02  | Nürburgring    | 14 × 4,542 km = 63,588 km  | Michael Funke / Claudia Hürtgen    |
| 09. Juni      | 03  | Wunstorf       | 20 × 5,050 km = 101,000 km | Achim Stegmüller / Marion Beule    |
| 30. Juni      | 04  | Norisring      | 24 × 2,300 km = 55,200 km  | Franz-Josef Bröhling / Astrid Hild |
| 14. Juli      | 05  | Most           | 18 × 4,100 km = 73,800 km  | Thomas Marschall / Sabine Schmitz  |
| 04. August    | 06  | Diepholz       | 40 × 2,690 km = 107,600 km | Michael Funke / Claudia Hürtgen    |
| 11. August    | 07  | Budapest       | 20 × 3,968 km = 79,200 km  | Achim Stegmüller / Marion Beule    |
| 25. August    | 08  | Österreich     | 16 × 4,240 km = 67,840 km  | Thomas Marschall / Sabine Schmitz  |
| 08. September | 09  | Nürburgring    | 20 × 4,542 km = 90,840 km  | Thomas Marschall / Sabine Schmitz  |
| 15. September | 10  | Singen         | 20 × 2,800 km = 56,000 km  | Thomas Marschall / Sabine Schmitz  |
| 29. September | 11  | Hockenheimring | 8 × 6,797 km = 54,376 km   | Thomas Marschall / Sabine Schmitz  |
| 06. Oktober   | 12  | Brünn          | 18 × 5,394 km = 97,092 km  | Thomas Marschall / Sabine Schmitz  |

## Wertungen
Es gab eine Wertung, in der das aus Rennfahrer und Rennfahrerin bestehende Team gemeinsam gewertet wurde und eine separate Wertung nach Geschlecht getrennt.

### Gesamtwertung
| Platz | Fahrer                            | Punkte |
| ----- | --------------------------------- | ------ |
| 1     | Michael Funke / Claudia Hürtgen   | 821    |
| 2     | Thomas Marschall / Sabine Schmitz | 776    |
| 3     | Achim Stegmüller / Marion Beule   | 775    |
| 4     | Stefan Köhler / Jutta Beisiegel   | 722    |
| 5     | Jürgen Rother / Tanja Zinner      | 693    |
| 6     | Jörg Thull / Hilde Henry          | 662    |

### Einzelwertung Herren
| Platz | Fahrer           | Punkte |
| ----- | ---------------- | ------ |
| 1     | Achim Stegmüller | 495    |
| 2     | Thomas Marschall | 485    |
| 3     | Stefan Köhler    | 475    |
| 4     | Michael Funke    | 455    |
| 5     | Jörg Thull       | 447    |
| 6     | Oliver Dobberkau | 430    |

### Einzelwertung Damen
| Platz | Fahrerin         | Punkte |
| ----- | ---------------- | ------ |
| 1     | Sabine Schmitz   | 473    |
| 2     | Claudia Hürtgen  | 457    |
| 3     | Hilde Henry      | 386    |
| 4     | Marion Beule     | 385    |
| 5     | Jutta Beisiegel  | 374    |
| 6     | Jenny van Hilten | 373    |